# North Redditch
North Redditch var en civil parish från 1894 till 1933 då den blev en del av Tutnall and Cobley, i grevskapet Worcestershire, i England. Civil parish hade 35 invånare år 1931.